# 인석보
인석보(印錫輔, 1852년 ~ 1896년)는 조선의 문신이다. 본관은 교동(喬桐). 자는 문경(文卿)이다. 문과에 급제하여 사헌부 지평(司憲府持平), 홍문관 교리(弘文館校理)등을 지내고 규장각 부제학(奎章閣副提學)에 추증되었다.

## 출생 및 가계
고려 참지정사(參知政事) 서북면병마사(西北面兵馬使) 석성부원군(碩城府院君) 인당(印璫)의 후손이다. 1852년(철종3년)에 평안도 용강(龍岡)에서 태어났다. 아버지는 인대곤(印大坤)이며 어머니는 의성 김씨(義城金氏)로서 김복희(金復希)의 딸이다. 부인은 풍양 조씨(豊壤趙氏)이며 조진양(趙鎭養)의 딸이다.

## 생애
어려서부터 글로써 문명이 높았다. 1891년(고종28년) 12월 성균관 유생으로 감제시(柑製試)에서 표(表)에 수석으로 삼하(三下)를 맞아 직부전시(直赴殿試)되어 이듬해 1892년 별시(別試) 문과에 병과(丙科)로 급제하였다. 이후 승정원 가주서(承政院假注書)를 거쳐 성균관 학유(成均館學諭), 홍문관 부정자(弘文館副正字), 사헌부 지평(司憲府持平) 등의 벼슬을 지내고 1894년 홍문관 교리(弘文館校理)에 제수되었다. 1895년(고종32년)에 탁지부 재무관(度支部財務官)이 되었으며 동년(同年) 10월에 해주부 시찰관(海州府視察官)으로 부임했을 당시 전국에 내려진 단발령(斷髮令)에 따라 조정의 교명(矯命)을 수행하던 중 장연(長淵)에서 발생한 민란에서 화를 입고 순직하였다. 사후 1910년(순종4년) 7월에 규장각 부제학(奎章閣副提學)에 추증되었다.

## 참고 문헌
- 고종실록(高宗實錄)
- 순종실록(純宗實錄)
- 승정원일기(承政院日記)
- 국조방목(國朝榜目)
- 매천야록(梅泉野錄)